# Caradog Roberts
Caradog Roberts (30. října 1878 – 3. března 1935) byl velšský hudební skladatel, varhaník a sbormistr. Narodil se ve vesnici Rhosllannerchrugog na severovýchodě Walesu Johnovi a Margaret Robertsovým a hudbě se věnoval již od dětství (učil se na klavír a varhany). Studoval například v Oxfordu. V roce 1894 se stal kostelním varhaníkem v nedaleké vesnici Ponciau. Ve funkci zůstal do roku 1903. Následně byl až do své smrti varhaníkem v kostele ve své rodné vesnici. Jako skladatel je například autorem hudby k několika chvalozpěvům. Zemřel ve Wrexhamu a pohřben byl ve svém rodišti.